# Хи Андромеды
Хи Андромеды (лат. χ Andromedae), 52 Андромеды (лат. 52 Andromedae), HD 10072 — двойная звезда в созвездии Андромеды на расстоянии приблизительно 257 световых лет (около 79 парсеков) от Солнца. Видимая звёздная величина звезды — +5,008. Орбитальный период — около 7581 суток (20,756 лет).

## Характеристики
Первый компонент — жёлтый гигант спектрального класса G8III. Масса — около 2,4 солнечных, радиус — около 8,9 солнечных, светимость — около 45,709 солнечных. Эффективная температура — около 5070 K.